# Orfeo Mazzella
Orfeo Mazzella (Cercola, 30 settembre 1965) è un politico e attivista italiano, dal 13 ottobre 2022 senatore della Repubblica per il Movimento 5 Stelle.

## Biografia

### Origini e formazione
Nato a Cercola (Napoli), vive a Torre Annunziata. Dopo la maturità classica si è laureato in odontoiatria presso l’Università degli Studi di Napoli Federico II, specializzandosi poi in odontoiatria infantile presso l'Università degli Studi di Roma "La Sapienza". 
Dopo gli studi ha intrapreso la libera professione di odontoiatra.

### Attivismo
È componente del comitato tecnico "Esperti in malattie rare" della Regione Campania, nonché del comitato scientifico nazionale "Scienza partecipata" del Centro Nazionale Malattie Rare dell’Istituto superiore di sanità.
Ha fondato numerosi comitati civici impegnati per la tutela dell'ambiente a Torre Annunziata e dintorni, in particolare contro l'inquinamento del fiume Sarno e del porto di Torre Annunziata.

### Attività politica
A settembre 2012 si è iscritto al Movimento 5 Stelle (M5S) di Beppe Grillo e Gianroberto Casaleggio, con cui alle elezioni regionali in Campania del 2020 si è candiato nelle liste del M5S, a sostegno della consigliera uscente Valeria Ciarambino, ma ottenendo 1.832 preferenze nella circoscrizione di Napoli e risultando non eletto consigliere regionale.
Alle elezioni politiche anticipate del 2022 è stato candidato al Senato della Repubblica per il Movimento 5 Stelle, sia nel collegio uninominale Campania - 06 (Torre del Greco) che nel collegio plurinominale Campania - 01 in quarta posizione, risultando eletto senatore nell'uninominale con il 35,24% dei voti e sconfiggendo i candidati del centro-destra, in quota Lega, Giuseppina Castiello (34,41%) e del centro-sinistra Eleonora Di Nocera (21,45%). Nella XIX legislatura è membro e capogruppo della 10ª Commissione Affari sociali, sanità, lavoro pubblico e privato, previdenza sociale, della Commissione parlamentare d'inchiesta sulle condizioni di lavoro in Italia, sullo sfruttamento e sulla sicurezza nei luoghi di lavoro e della Commissione parlamentare per l'attuazione del federalismo fiscale. E’ stato premiato, tra i deputati e senatori alla prima legislatura, dalla Fondazione Cavalieri di San Camillo, come il parlamentare più produttivo d’Italia. Con 15 iniziative legislative, 100 atti di sindacato ispettivo e oltre 200 interventi tra attività legislative e non legislative.  Dal 10 giugno 2025 e’ Vicepresidente della  10ª Commissione permanente (Affari sociali, sanità, lavoro pubblico e privato, previdenza sociale).